# Colijn de Coter

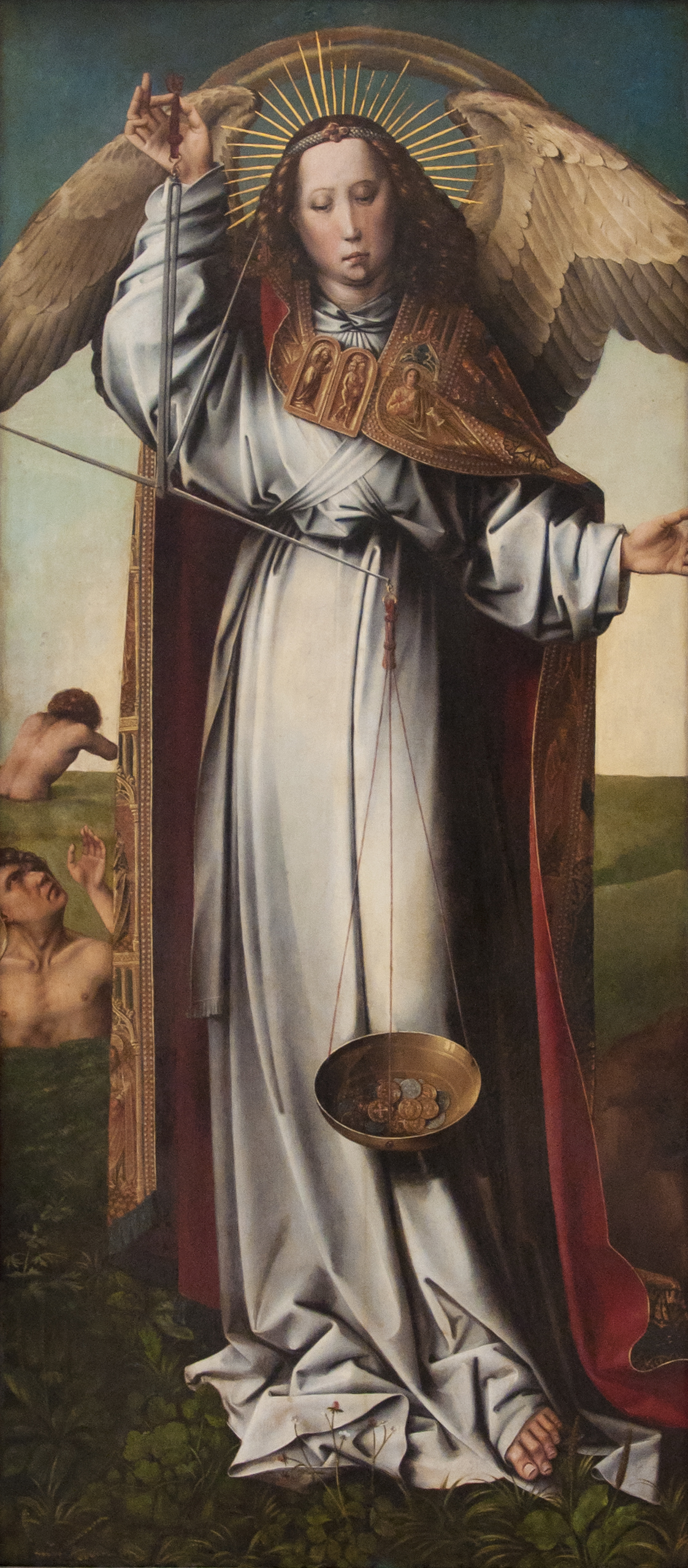
Arcanjo Miguel, fragmento do retábulo dO Juízo Final, Museus Reais de Belas-Artes da Bélgica.

Colijn de Coter (c. 1480—1525) foi um pintor flamento.
É um dos autores apontados como autor da monumental pintura Fons Vitae, peça principal do Museu da Misericórdia do Porto.